# Sultanat de Buur Heybe
El sultanat de Buur Heybe fou un sultanat somali que es va formar a la regió d'Hiraan a Somàlia a finals del segle xix en territoris que abans pertanyeren al sultanat de Geledi. Va passar a la colònia de la Somàlia Italiana el 1908.
La vila de Buur Heybe (modernament coneguda també com a Buur Haybe o Buur Ghibi) es caracteritza per la seva terrissa.